# Acanthocyclops transylvanicus
Acanthocyclops transylvanicus – gatunek widłonoga z rodziny Cyclopidae. Opisały go w 2011 roku hydrobiolożki Sanda Iepure (Rumunia) i Andreea Oarga (Słowenia). Miejsce typowe to woda przesączająca się ze stropu jaskini Ungurului w górach Pădurea Craiului, okręg Bihor (Rumunia). Epitet gatunkowy pochodzi od Transylwanii – krainy, w której znajduje się miejsce typowe.